# Карцовы
Карцовы (Карцевы) — русские дворянские роды.
Одно из первых упоминаний о роде Карцевых имеется в синодике Успенского Кремлёвского собора, где Михаил Волков Петров сын Карцев записан на вечное поминовение, как погибший в 1487 году при взятии Казани.
В Гербовник внесены две фамилии Карцовых:
1. Карцовы, предки которых жалованы были грамотами в 1616 году (Герб. Часть VI. № 42).
2. Потомки Тараса Карцова, жалованные поместьями в 1673 году (Герб. часть X. № 73)[2][3].

Иван Борисович Карцов был пожалован поместьем «за московское осадное сиденье» (1616 год).
Этот род был внесён в VI часть дворянской родословной книги Костромской и Ярославской губерний России.
Новгородец Сидор Тимофеевич (по прозвищу Неждан) был пожалован поместьями в 1650 году. Его потомство внесено в VI часть дворянской родословной книги Новгородской и Костромской губерний Российской империи.
Один род Карцовых восходит ко второй половине XVII века и внесён в VI часть родословной книги Тверской губернии. Наиболее известные его представители: Пётр Кондратьевич Карцов и его сыновья его Александр и Павел.
Остальные десять родов Карцовых более позднего происхождения.

## Описание гербов

#### Герб. Часть VI. № 42.
В щите, имеющем золотое поле, изображена голубая подкова, шипами вверх обращённая (польский герб Ястржембец).
Щит увенчан дворянскими шлемом и короной. Намёт на щите золотой, подложенный голубым. Щитодержатели: два льва.

#### Герб. Часть X. № 73.
Щит разделен перпендикулярно на две части, из которых в правом в голубом поле находится щит, изображающий крепостную натурального цвета стену, посредине которой подкова, шипами вверх обращенная и сквозь неё проходит стрела, вниз остроконечием обращенная. В левой части, в серебряном поле, изображен воин, вытягивающий у льва язык (польский герб Самсон). Щит увенчан дворянским шлемом и короной с тремя на ней страусовыми перьями. Намёт на щите красный и серебряный, подложен серебром и голубым.

## Представители
- Карцов Григорий Иванович - соловской городовой дворянин (1629).
- Карцов Степан Григорьевич - московский дворянин (1658-1668).
- Карцов Степан - воевода в Дедилове (1659).
- Карцов Тимофей Андреевич - воевода в Дедилове (1651).
- Карцов Тихомир Фадеевич - поручик рейтарского строя, воевода в Боровске (1677-1678).
- Карцов Тихомир Макарович - воевода в Осташкове (1651)[9].
- Карцовы: Автамон и Андрей Архиповичи, Андрей Владимирович, Константин Степанович, Перфилий Матвеевич - стряпчие (1692).
- Карцовы: Алексей Иванович. Григорий Перфильевич, Савелий Матвеевич, Юрий и Фёдор Степановичи - московские дворяне (1677-1692)[10].
- Павел Степанович Карцов (1785—1847) — российский государственный деятель, генерал-майор, действительный статский советник и 15-й губернатор Рязанской губернии.